# North Springfield (Virginie)
Pour les articles homonymes, voir Springfield.
North Springfield est une census-designated place (CDP) du comté de Fairfax, Virginie, États-Unis. Cette CDP compte 9 173 habitants lors du recensement de 2000.

## Géographie
Selon le Bureau du recensement des États-Unis, la CDP couvre une surface de 6,7 km2 répartie en 6,3 km2 de terres et 0,4 km2 d'eau.